# Szkieletowa załoga
Szkieletowa załoga – zbiór opowiadań Stephena Kinga opublikowanych w 1985. W skład zbioru wchodzi dziewiętnaście opowiadań, jedna nowela (Mgła) oraz dwa wiersze (Lament paranoika i Dla Owena).

## Spis opowiadań
- Mgła (The Mist)
- Zjawi się tygrys (Here There Be Tygers)
- Małpa (The Monkey)
- Bunt Kaina (Cain Rose Up)
- Skrót pani Todd (Mrs Todd's Shortcut)
- Jaunting (The Jaunt)
- Weselna chałtura (The Wedding Gig)
- Lament paranoika (Paranoid: A chant)
- Tratwa (The Raft)
- Edytor tekstu (Word Processor of the Gods)
- Człowiek, który nie podawał ręki (The Man Who Would Not Shake Hands)
- Świat plaży (Beachworld)
- Wizerunek Kosiarza (The Reaper's Image)
- Nona (Nona)
- Dla Owena (For Owen)
- Szkoła przetrwania (Survivor Type)
- Ciężarówka wuja Otto (Uncle Otto's Truck)
- Poranne dostawy (Mleczarz 1) (Morning Deliveries (Milkman 1))
- Wielkie bębny: Opowieść pralnicza (Mleczarz 2) (Big Wheels: A Tale of The Laundry Game (Milkman 2))
- Babcia (Gramma)
- Ballada o celnym strzale (The Ballad of the Flexible Bullet)
- Cieśnina (The Reach)